# Anders Abraham Grafström
Anders Abraham Grafström, född 10 januari 1790 i Sundsvall, död 24 juli 1870 i Umeå, var en svensk präst, historiker, riksdagsman och skald. 

## Biografi
Anders Grafström föddes 1790 i Sundsvall som son till grosshandlaren Abraham Grafström och Maria Lochner. Via mödernet var han ättling till den adliga ätten Tigerstedt, och därmed till ätten Wallenstierna och både Bureätten och Sursill.
Han studerade vid Uppsala universitet, där han inskrevs 1809 och blev filosofie magister 1815. Genom Erik Gustaf Geijer blev Grafström 1820 docent i svensk historia, varefter han undervisade vid Krigsakademien. År 1830 prästvigdes han, och 1833 utnämndes han till lektor i Härnösand samt fick en professors titel. Han utsågs 1835 till kyrkoherde i Umeå, disputerade 1844, och steg till kontraktsprost 1849. Han var riksdagsman mellan åren 1840 och 1851. Grafström verkade för bättre kommunikationer i Norrland och var den som fick till stånd regelbunden ångbåtstrafik längs norrlandskusten.
Anders Grafström var ledamot av Svenska Akademien 1839–1870, stol 6, Musikaliska akademien och Lantbruksakademien. 
Grafström var gift två gånger, båda gångerna med döttrar till Frans Michael Franzén. Själv var han svärfader både till Arthur Hazelius och dennes syster, samt far till Frithiof Grafström och farfar till Hjalmar Grafström.

## Författarskap
I ungdomen var Grafström medarbetare i både Poetisk kalender och Stockholmsposten. Grafström tillhörde den litterära kretsen kring Malla Silfverstolpe och Atterbom. Hans skönlitterära författarskap förs till romantiken. Han erhöll Svenska akademiens stora pris 1825 för en dikt om kronprinsens bröllop. Bland hans mera kände dikter märks Norrland och Harpan.
Några av hans dikter är tonsatta av Johan Erik Nordblom, bland annat visan I ensliga stugan en kulen kväll från 1850. Han har även författat en biografi över sin svärfar Frans Michael Franzén.
Som konstnär räknades han som dilettant men han bidrog också med teckningar till Gustaf Henrik Mellins verk Sverige framstäldt i teckningar och utförde dessutom ett flertal porträtt. Grafström är representerad vid Uppsala universitetsbibliotek.